# 오덕환
오덕환(1959년 2월 14일 ~)은 청보 핀토스, 태평양 돌핀스에서 뛰었던 전 야구 선수다. 세광고등학교를 졸업했다. 농협 야구단에서 뛰고 있던 1984년, OB 베어스로부터 지명을 받았으나 농협 야구단에 남았고, 1986년 청보 핀토스의 지명을 받아 입단하면서 프로에 입문했다. 이후 3시즌 간 백업으로 뛰다가 은퇴했다.

## 기록
- 1986년: 61경기 17안타 3타점 1도루 0.173
- 1987년: 59경기 21안타 5타점 2도루 0.210
- 1988년: 78경기 31안타 8타점 1도루 0.212

## 같이 보기
- 청보 핀토스 연도별 선수 명단
- 1988년 태평양 돌핀스 시즌